# Pfeifholz

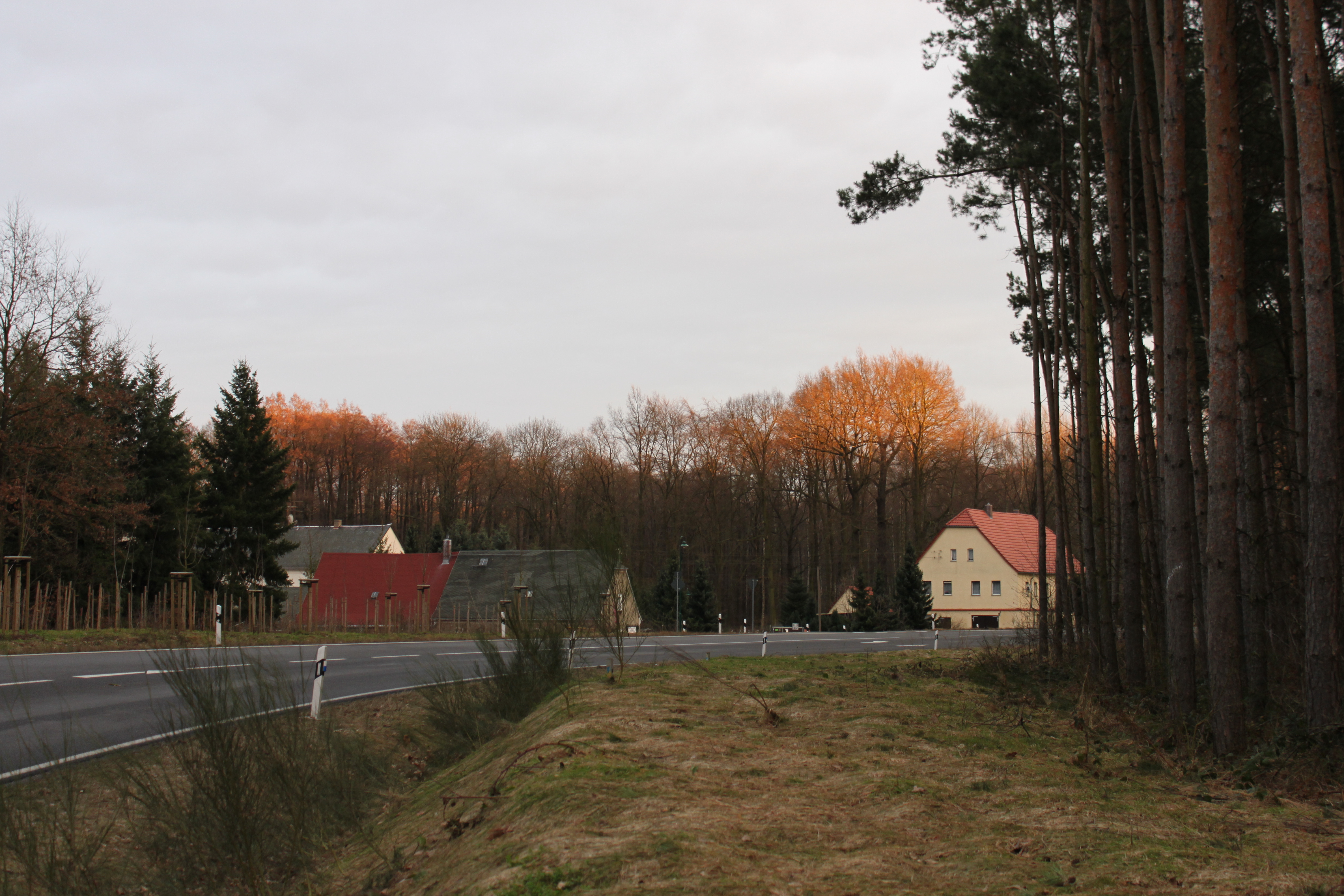
Das ehemalige Vorwerk mit der alten Pfeifschenke.

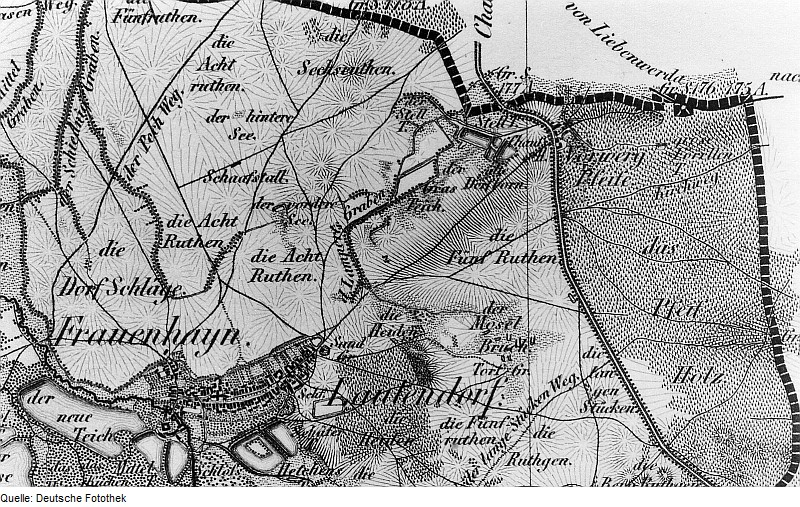
Gemarkung Frauenhain und Pfeifholz auf einer Karte von 1841/43.

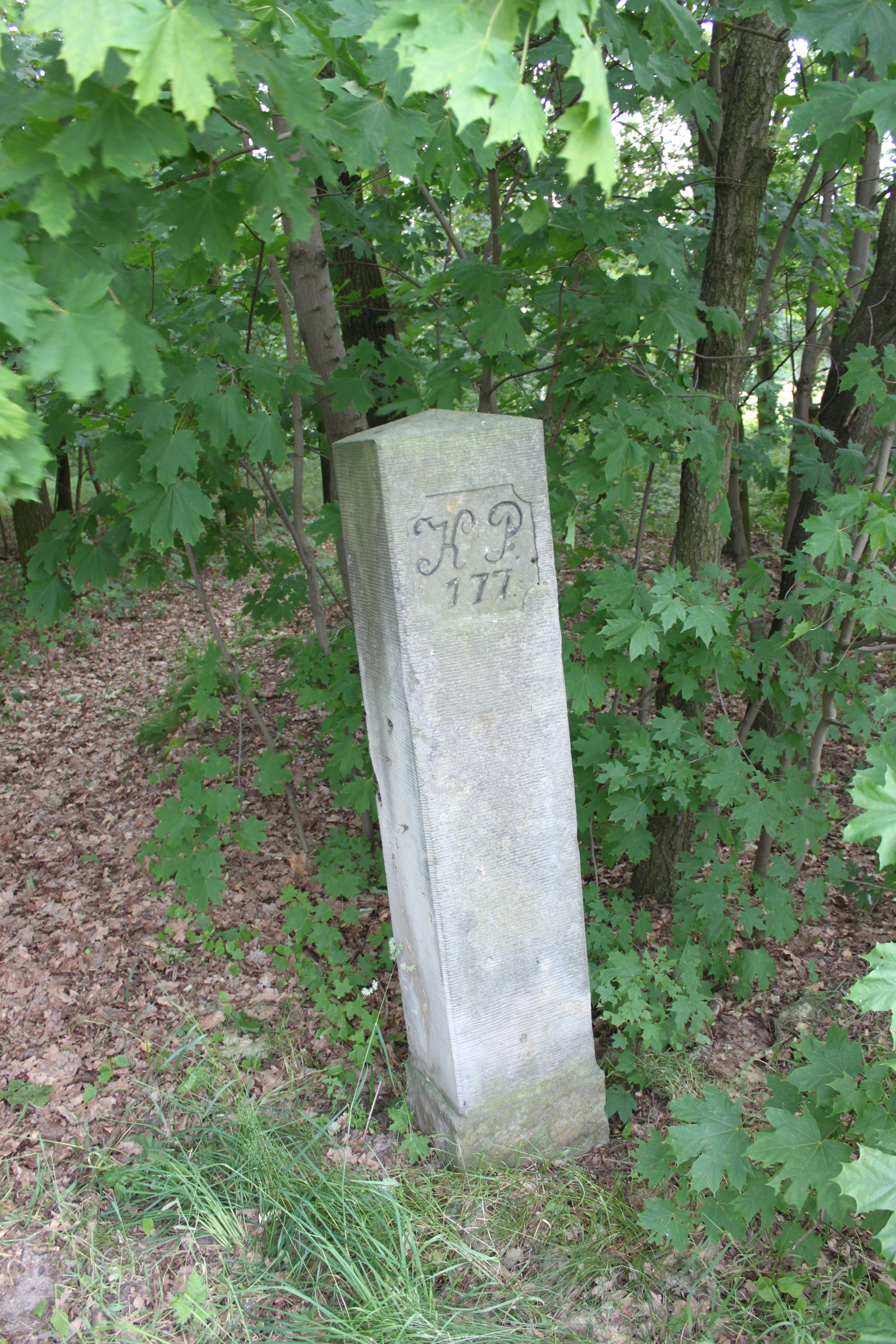
Grenzstein Nr. 177

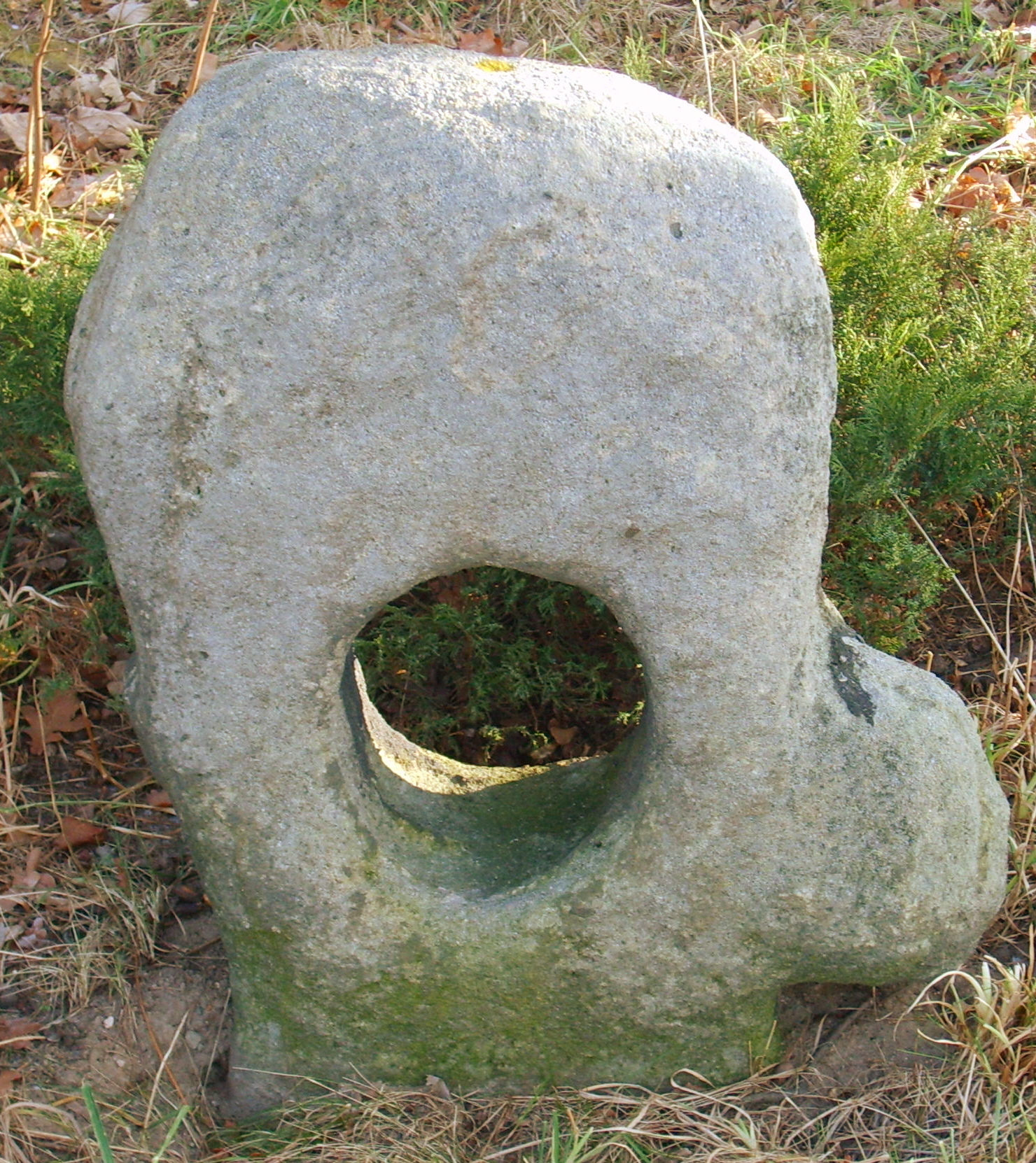
Sühnekreuz in Elsterwerda

Das Pfeifholz (auch Pfeiffholz, Pfeife oder Frauenhainer Pfeife genannt) ist ein Waldgebiet an der nördlichen Grenze des Freistaates Sachsen zum Land Brandenburg in der zum Landkreis Meißen gehörenden Gemeinde Röderaue. Es befindet sich zwischen den Ortslagen von Frauenhain, Merzdorf und Wainsdorf.

## Geschichte
Der Name des Pfeifholzes geht vermutlich auf die Bezeichnung eines Flurstücks zurück. Möglich ist auch ein Bezug auf das Pfeifen des Windes.
Erstmals urkundlich erwähnt wurde das Waldgebiet in einer im Jahr 1474 erfolgten Belehnung des Nickel von Pflugk mit dem Pfeifholz und einer sich hier befindlichen zweigängigen Wassermühle („Pfeifmühle“), die durch Quellwasser betrieben wurde. Die Größe der Pfeife wurde 1588 durch den kursächsischen Landvermesser und Kartografen Matthias Oeder mit 15 Acker und 28 1⁄2 Quadratruten angegeben. In jenem Jahr gelangte das Waldstück in kursächsischen Landesbesitz. Kurze Zeit später, im Jahr 1612, erwarb es die Herrschaft Frauenhain.
Im Pfeifholz befand sich außerdem ein erstmals 1584 erwähntes vier Hufen umfassendes Vorwerk, das im Dreißigjährigen Krieg wüst fiel. Das noch 1682 unbewirtschaftete Vorwerk erhielt mit der 1712 eröffneten Postlinie Dresden–Berlin eine Poststelle. An der sogenannten „Pfeifschenke“ wurden unter anderem die Pferde gewechselt. Nach der 1815 erfolgten Teilung Sachsens infolge der Bestimmungen des Wiener Kongresses wurde das Pfeifvorwerk zur Grenzstation und im Jahr 1818 entstand hier eine Zollstation, die schon 1836 durch die Aufhebung der Zollvereinbarungen zwischen Sachsen und Preußen ihre Bedeutung verlor. Aus dem Vorwerk wurde später eine Försterei, in der der Frauenhainer Gutsförster wohnte.
Während der Gasthof noch bis 1964 in Betrieb blieb, wurde die Mühle, in der 1955 das letzte Mal Getreide zu Mehl gemahlen und in der Folgezeit nur noch geschrotet wurde, bereits 1960 stillgelegt.
2010 ist am Pfeifholz ein privater Kräutergarten mit mehr als 150 verschiedenen Kräutern zu finden. Außerdem sind entlang der einstigen sächsisch-preußischen Grenzlinie noch einige Exemplare der aus Postaer Sandstein gefertigten Grenzsteine zu sehen.

## Sagen
Das Pfeifholz bot auf Grund seiner Abgelegenheit reichlich Stoff für Sagen und Geschichten. So sollen zwielichtige Gestalten Reisende im Gasthof der Pfeife belauscht haben, um sie anschließend im dunklen Wald auszurauben. In der wenige Kilometer nördlich gelegenen Stadt Elsterwerda befindet sich noch heute ein Sühnekreuz, worüber die Sage berichtet, dass es als Sühne für einen im Pfeifholz verübten Mord an einem Reisenden aufgestellt worden sei, um den hier spukenden Geist des an dieser Stelle begrabenen Opfers zu beruhigen. Außerdem soll sich in der Pfeifschenke hinter der Gaststube ein Zimmer mit einem Blutfleck befunden haben, der sich nicht entfernen ließ.